# Roman Rien
Roman Rien  (* 10. Juli 1974 in Köln) ist ein deutscher Schauspieler.

## Leben
Roman Rien wuchs in Köln auf und spielte von Kind an in Produktionen des Schulfernsehens für den Westdeutschen Rundfunk mit. Er moderierte für die Sendung Sixteen. Rien spielte 1993 im Jugenddrama Kahlschlag mit, er verkörperte den Halbgriechen Kostas und war Teil des Hauptrollenensembles. Unter anderem war Rien in den Fernsehspielen Svens Geheimnis als Bandenführer Panther und Gefährliche Freundin als Mario zu sehen. Episodenhauptrollen in verschiedenen deutschen Serienformaten (Unter Uns; Jede Menge Leben) folgten, bevor Roman Rien Ende der neunziger Jahre Deutsch und Philosophie studierte. Er arbeitete als Lehrer für Deutsch und Philosophie in der Schweiz. 2013 spielte Rien in dem Film Zwischen Welten mit, der 2014 auf der Berlinale uraufgeführt wurde. 2018 übernahm Rien die Rolle des Biedermann in Biedermann und die Brandstifter von Max Frisch im schweizerischen Freiburg.

## Filmografie (Auswahl)
- 1994: Kahlschlag
- 1995: Svens Geheimnis
- 1996: Unter Uns
- 1997: Gefährliche Freundin
- 1997: Jede Menge Leben
- 2014: Zwischen Welten

## Weblink
- Roman Rien bei IMDb

| Personendaten    | Personendaten          |
| ---------------- | ---------------------- |
| NAME             | Rien, Roman            |
| ALTERNATIVNAMEN  | Rien, Roman-Timothy    |
| KURZBESCHREIBUNG | deutscher Schauspieler |
| GEBURTSDATUM     | 10. Juli 1974          |
| GEBURTSORT       | Köln                   |